# کوین استوارت
کوین استوارت (انگلیسی: Kevin Stewart؛ زادهٔ ۷ سپتامبر ۱۹۹۳) یک بازیکن فوتبال اهل بریتانیا است.

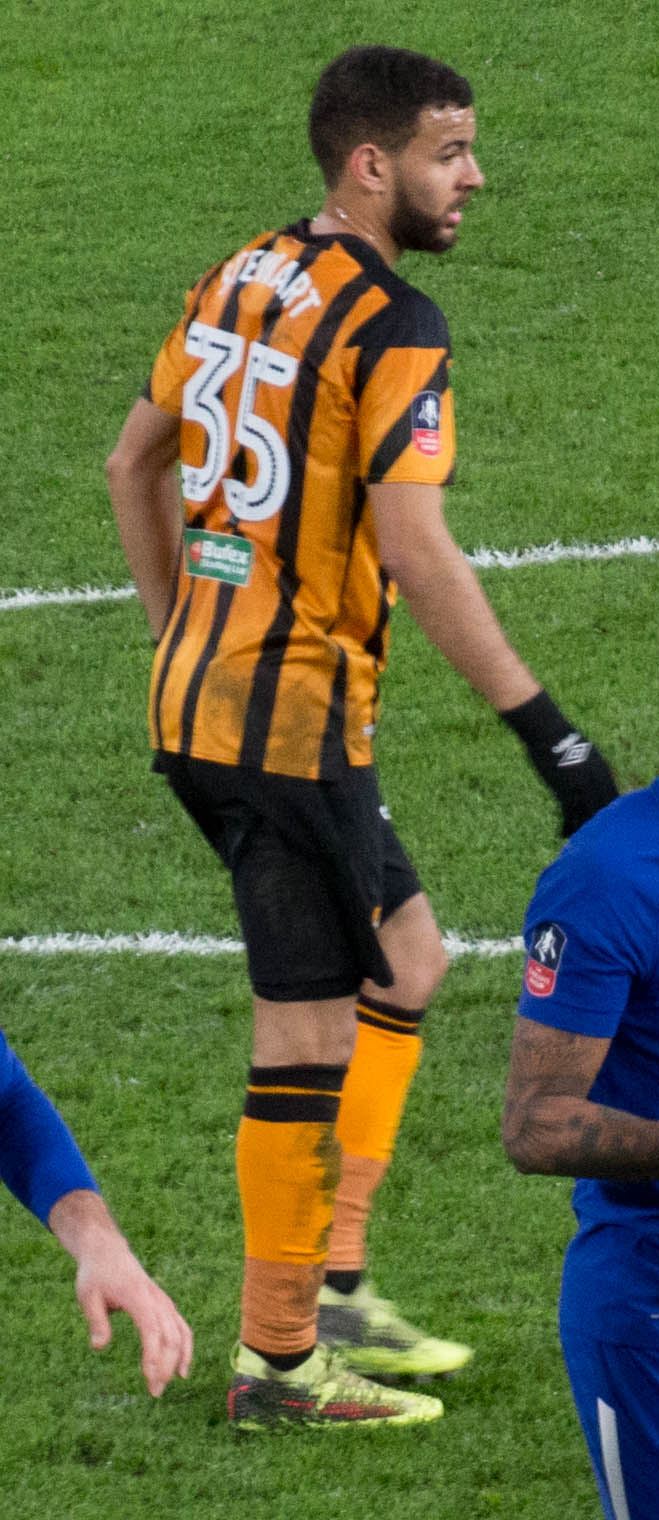
کوین استوارت بازیکن فوتبال اهل بریتانیا - ۲۰۱۸

از باشگاه‌هایی که در آن بازی کرده‌است می‌توان به باشگاه فوتبال چلتنهام تاون اشاره کرد. وی هم‌اکنون بازیکن باشگاه لیورپول است که به صورت قرضی در پست دفاع در باشگاه سوئیندون تاون بازی می‌کند.